# Parrocchia di Natchitoches
La parrocchia di Natchitoches (in inglese Natchitoches Parish) è una parrocchia dello Stato della Louisiana, negli Stati Uniti. La popolazione al censimento del 2000 era di 39 080 abitanti. Il capoluogo è Natchitoches.
La parrocchia (in Louisiana le parrocchie costituiscono un livello amministrativo equivalente a quello delle contee degli altri stati degli USA) fu creata nel 1807.